# Kecamatan Gunung Meriah
Kecamatan Gunung Meriah (indonesiska: Gunung Meriah) är ett distrikt i Indonesien.   Det ligger i provinsen Aceh, i den västra delen av landet, 1 400 km nordväst om huvudstaden Jakarta.